# ワンだー・エディ
ワンだー・エディ(100 Deeds for Eddie McDowd)とは、ニコロデオンのテレビドラマ。スティーブ・H・バーマン、ミシェル・カトリン、ナット・バーンスタインが製作。アメリカ合衆国では1999年10月16日から2002年4月21日にかけてニコロデオンで放送された。日本では2001年6月29日から2002年4月12日までNHK教育 (現・NHK Eテレ)で放送された。日本のニコロデオンでも2005年2月1日から放送されたとがある。

## あらすじ
エディは学校でも評判の悪い札付きの不良。
そんなある日、町で野良犬をいじめていたエディは突如現れた謎の老人によって犬に変えられてしまう。人間に戻るには100回良い事をしなければならないが、犬になったエディと唯一話せるのは彼が最後にいじめたジャスティンだけだった。

## 登場人物
エディ＝エドワード・マクダウド
演 - セス・グリーン(シーズン1)→ジェイソン・ハービー(シーズン2以降)、日野聡(日本語吹き替え版)
ジャスティン・テイラー
演 - ブランドン・ギルバーシュタット、津村まこと（日本語吹き替え版）
グウェン・テイラー
演 - モーガン・キビー、林真里花（日本語吹き替え版）
ダグ・テイラー
演 - ウィリアム・フランシス・マクガイア、横島亘（日本語吹き替え版）
リサ・テイラー
演 - キャサリン・マクニール、酒井麻吏（日本語吹き替え版）
サリファ・チャン
演 - ブレンダ・ソン、須藤祐実（日本語吹き替え版）
浮浪者
演 - リチャード・モール、坂口芳貞（日本語吹き替え版）

## エピソード
| #  | サブタイトル         | 原題                       | 日本放送日     |
| -- | -------------------- | -------------------------- | -------------- |
| 1  | 犬にされたエディ     | Tagged                     | 2001年 6月29日 |
| 2  | 思わぬ善行           | Dog Gone                   | 7月6日         |
| 3  | 仕返し失敗           | Dog Day Out                | 7月13日        |
| 4  | メス犬心は分からない | All Howl's Eve             | 7月20日        |
| 5  | パパは名コーチ       | Slam Punk                  | 7月27日        |
| 6  | カンニング           | Cheaters Sometimes Propser | 8月3日         |
| 7  | エディの贈りもの     | A Very Canine Christmas    | 8月24日        |
| 8  | お手柄一人と一匹     | Mutts And Robbers          | 8月31日        |
| 9  | 老犬になったエディ   | Dog Years                  | 9月7日         |
| 10 | ジャスティンの恋     | Puppy Love                 | 9月14日        |
| 11 | パパの臨時教員       | The Students Are Revolting | 9月21日        |
| 12 | 偽りのヒーロー       | False Hero                 | 9月28日        |
| 13 | 災難の後の幸運       | A Dog's Life               | 10月5日        |
| 14 | ジジとの再会         | Return Of Gigi             | 10月12日       |
| 15 | 強敵現れる           | Meet The New Boss          | 10月19日       |
| 16 | 100ドルの身代金      | Lie Like A Dog             | 10月26日       |
| 17 | エープリルフールの怪 | April Fools                | 11月2日        |
| 18 | ライバル現る         | Big Dog                    | 11月9日        |
| 19 | 警察犬になったエディ | Good Cop, Bad Dog          | 11月16日       |
| 20 | グウェンの誕生日     | For Better Or Worse        | 11月23日       |
| 21 | エディの家出 前編    | Homeward Hound Part 1      | 11月30日       |
| 22 | エディの家出 後編    | Homeward Hound Part 2      | 12月7日        |
| 23 | 恋敵                 | Eddie Loves Tori           | 12月14日       |
| 24 | 恋より友情           | Personal Trainer           | 12月21日       |
| 25 | 第2のラッシー        | A Star Is Born             | 12月28日       |
| 26 | 思いやり             | Matchmaking Mutt           | 2002年 1月4日  |
| 27 | 悪いクセ             | So Shoe Me                 | 1月11日        |
| 28 | エディの勘ちがい     | Sick as A Dog              | 1月18日        |
| 29 | 人間に戻ったルビー   | Ruby                       | 1月25日        |
| 30 | 恐怖の口笛           | Whistle A Happy Tune       | 2月1日         |
| 31 | ホームシック         | You Talk Too Much          | 2月8日         |
| 32 | ママはスランプ       | Eye of The Mongrel         | 2月15日        |
| 33 | ぼくは大人           | Fowl Deeds                 | 2月22日        |
| 34 | 真実は強し           | Dog Interrupted            | 3月1日         |
| 35 | 意地っ張り           | Welcome to the Doghouse    | 3月8日         |
| 36 | 自主トレーニング     | Doggie Do Right            | 3月15日        |
| 37 | 初ゴールは最高       | Slapshot                   | 3月22日        |
| 38 | すべてが裏目         | Teacher's Pet Peeve        | 3月29日        |
| 39 | 必死の救出           | Deep Blue Deed             | 4月5日         |
| 40 | 最大のピンチ         | Lost and Found             | 4月12日        |

## 日本語版スタッフ
- 翻訳 - 宮川桜子[4][3]
- 演出 - 高橋剛[4][3]
- 録音制作 - テレシス[4]